# Adare Peninsula
Adare Peninsula är en udde i Antarktis. Den ligger i Östantarktis. Nya Zeeland gör anspråk på området.
Terrängen inåt land är kuperad åt nordväst, men åt sydväst är den bergig. Havet är nära Adare Peninsula åt nordost. Trakten är obefolkad. Det finns inga samhällen i närheten.

## Fotnoter
1. ↑  Framräknat ur variansen i alla höjduppgifter (DEM 3") från Viewfinder Panoramas, inom 10 kilometers radie.[2] Mer om algoritmen finns här: Användare:Lsjbot/Algoritmer.